# FN CAL
FN CAL (Carabine Automatique Legere, с фр. — «лёгкий автоматический карабин») — бельгийский автомат. Предназначался для участия в конкурсе на перевооружение Армии США на замену винтовке M16A1, а также для союзников по НАТО. Представляет собой модификацию винтовки FN FAL под малоимпульсный патрон 5,56 × 45 мм (часть узлов и деталей двух указанных образцов оружия являются взаимозаменяемыми). Производство автомата было прекращено из-за высокой себестоимости и низкой надёжности.

## История

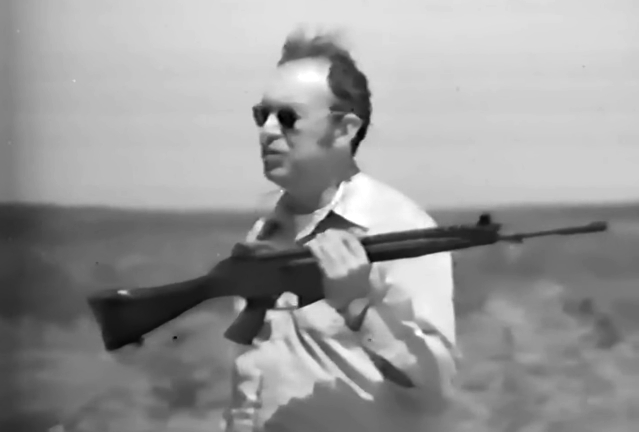
Сотрудник центра изучения иностранной ВВТ демонстрирует винтовку с серийным номером № 15 офицерам сил специальных операций Армии США

Оружие было названо «карабин» из чисто маркетинговых соображений, поскольку заказы на поставку винтовок модели FAL заказчикам за рубежом были расписаны на пять и более лет вперёд, руководство компании Fabrique Nationale не планировало объявлять о создании новой винтовки, так как это вызвало бы закономерные вопросы, насколько она превосходит базовую модель или уступает ей по своим характеристикам, чтобы отсечь такие вопросы оружие и назвали «карабин», причислив его таким образом к иному типу стрелкового оружия. Продажи не заладились, поскольку средняя стоимость одного автомата превышала $200, что по меркам того времени считалось дорогостоящим оружием в сравнении с аналогами — западногерманской G3 и американской M16, экспортная стоимость которых колебалась в зависимости от объёма заказа в пределах $100—125. Всего было изготовлено около пяти тысяч автоматов, не под заказ, а на перспективу, по состоянию на 1974 год часть нереализованных автоматов находилась на фирменных складах FN, что говорило об отсутствии ажиотажа среди потенциальных заказчиков.
В конце 1980 года было принято решение о стандартизации в рамках блока НАТО бельгийского патрона 5,56х45 мм SS109 (под который был разработан автомат FN FNC - представлявший собой улучшенный вариант FN CAL).
Тем не менее, в 1979 - 1982 гг. FN CAL участвовала в испытаниях на новый 5,56-мм армейский автомат (для замены Ak 4) в вооружённых силах Швеции.

## Описание
Автоматика оружия основана на отводе пороховых газов из канала ствола, приводящих в движение газовый поршень с длинным ходом. Запирание ствола осуществляется поворотом затвора на 4 боевых упора расположенные в 2 ряда, 2 упора друг за другом с одной стороны от зеркала затвора, и 2 упора с противоположной стороны. Упоры нарезаны под углом, подобно резьбе винта, за счет этого в процессе открывания затвора зеркало затвора медленно движется назад, давая страгивание гильзы, подобно пулемету MG-34. В передней части газовой камеры имелся регулятор, позволявший изменять количество пороховых газов, попадающих в газовый двигатель. УСМ схож по конструкции с таковым у винтовки M1 Garand и позволяет вести огонь одиночными, очередями с отсечкой по три выстрела и непрерывными очередями. Имеется посадочное место для подствольного гранатомёта M203, а также возможна стрельба винтовочными гранатами.

## Страны-эксплуатанты
- Габон[6]
- Ливан[6]